# IRAS 13208-6020
IRAS 13208-6020 (również 2MASS J13240440-6036306) – mgławica protoplanetarna znajdująca się w gwiazdozbiorze Centaura.
Mgławica ta powstała z materiału odrzuconego przez centralną gwiazdę. Ponieważ jest to proces trwający w skali kosmicznej niezwykle krótko, IRAS 13208-6020 daje wyjątkową możliwość obserwacji początków powstawania mgławic planetarnych. Mgławica ma wyraźnie dwubiegunową strukturę z dwoma podobnymi do siebie kominami odrzuconej materii skierowanymi w przeciwne strony. Wyraźnie widoczny jest też dysk pyłowy otaczający centralną gwiazdę.